# Kishonna Gray
 (avril 2024).
La mise en forme du texte ne suit pas les recommandations de Wikipédia : il faut le « wikifier ».
Les points d'amélioration suivants sont les cas les plus fréquents. Le détail des points à revoir est peut-être précisé sur la page de discussion.
- Les titres sont pré-formatés par le logiciel. Ils ne sont ni en capitales, ni en gras.
- Le texte ne doit pas être écrit en capitales (les noms de famille non plus), ni en gras, ni en italique, ni en « petit »…
- Le gras n'est utilisé que pour surligner le titre de l'article dans l'introduction, une seule fois.
- L'italique est rarement utilisé : mots en langue étrangère, titres d'œuvres, noms de bateaux, etc.
- Les citations ne sont pas en italique mais en corps de texte normal. Elles sont entourées par des guillemets français : « et ».
- Les listes à puces sont à éviter, des paragraphes rédigés étant largement préférés. Les tableaux sont à réserver à la présentation de données structurées (résultats, etc.).
- Les appels de note de bas de page (petits chiffres en exposant, introduits par l'outil «  Source ») sont à placer entre la fin de phrase et le point final[comme ça].
- Les liens internes (vers d'autres articles de Wikipédia) sont à choisir avec parcimonie. Créez des liens vers des articles approfondissant le sujet. Les termes génériques sans rapport avec le sujet sont à éviter, ainsi que les répétitions de liens vers un même terme.
- Les liens externes sont à placer uniquement dans une section « Liens externes », à la fin de l'article. Ces liens sont à choisir avec parcimonie suivant les règles définies. Si un lien sert de source à l'article, son insertion dans le texte est à faire par les notes de bas de page.
- La présentation des références doit suivre les conventions bibliographiques. Il est recommandé d'utiliser les modèles {{Ouvrage}}, {{Chapitre}}, {{Article}}, {{Lien web}} et/ou {{Bibliographie}}. Le mode d'édition visuel peut mettre en forme automatiquement les références.
- Insérer une infobox (cadre d'informations à droite) n'est pas obligatoire pour parachever la mise en page.

Pour une aide détaillée, merci de consulter Aide:Wikification.
Si vous pensez que ces points ont été résolus, vous pouvez retirer ce bandeau et améliorer la mise en forme d'un autre article.
 (avril 2024).
Pour les articles homonymes, voir Gray.
Kishonna L. Gray est une professeure d'université américaine en communication et en études de genre basée au Collège des arts et des sciences de l'Université du Kentucky. Depuis 2016, elle a également été professeure invitée au Berkman Klein Center for Internet & Society de l'Université Harvard et à Microsoft Research. Gray est connue en particulier pour ses recherches sur la technologie, les jeux vidéo et les questions de race et de genre. Elle a écrit deux monographies et édité trois ouvrages collectifs.

## Parcours professionnel
Kishonna L. Gray a obtenu son baccalauréat de premier cycle en droit pénal en 2005 et sa maîtrise en droit en 2007 à la Eastern Kentucky University. Elle a obtenu son doctorat en droit à l'Université d'État de l'Arizona en 2011. Elle obtient un poste de professeure à la Eastern Kentucky University (2011-2016), puis au Massachusetts Institute of Technology (2016-2017), à l'Arizona State University (2017-2018) et à l'Université de l'Illinois à Chicago (2018-2021). Depuis 2021, elle est professeure à l'Université du Kentucky.

## Travaux de recherche
Gray est connue pour son travail en sciences du jeu sur les questions de race et de genre. Elle s'intéresse au racisme, au féminisme et aux questions intersectionnelles dans l'univers des jeux vidéo des nouvelles technologies. Elle analyse entre autres les relations entre la masculinité hégémonique blanche et les identités noires et la dynamique des identités de race spécifiquement dans les jeux vidéo en streaming. Par conséquent, la domination au croisement d'identités marginalisées, en particulier celles des femmes noires, est au cœur de ses recherches.

## Impact social
Son travail a été couvert à de nombreuses reprises dans le New York Times et dans d'autres journaux,,.
Gray est la créatrice du hashtag #citeherwork, créé en 2015 pour souligner les disparités entre les genres le contexte de la recherche universitaire,,. La professeure Wendy Belcher de Princeton a développé un test pour analyser les choix des sources universitaires et l'a nommé « Gray Test » en l'honneur de Kishonna Gray.

## Quelques publications sélectionnées
- Gray, K. L. (2012). Intersecting oppressions and online communities: Examining the experiences of women of color in Xbox Live. Information, Communication & Society, 15(3), 411-428.
- Gray, K. L. (2012). Deviant bodies, stigmatized identities, and racist acts: Examining the experiences of African-American gamers in Xbox Live. New Review of Hypermedia and Multimedia, 18(4), 261-276.
- Gray, K. L., & Leonard, D. J. (Eds.). (2018). Woke gaming: Digital challenges to oppression and social injustice. University of Washington Press.
- Gray, K. L. (2020). Black Gamers’ Resistance. Race and Media: Critical Approaches, 241.
- Gray, K. L. (2020). Intersectional Tech: Black users in digital gaming. LSU Press.